# Classe Canarias
La classe Canarias fu una classe di incrociatori pesanti della Armada Española, composta da due unità entrate in servizio alla fine del 1936. Entrambe le unità (la capoclasse Canarias ed il Baleares) prestarono servizio durante la guerra civile spagnola dalla parte dei nazionalisti: il Baleares andò perduto durante la battaglia di Capo Palos, mentre il Canarias rimase in servizio come nave ammiraglia della flotta spagnola fino al 1975, quando fu radiato.

## Il progetto
Le navi della classe Canarias furono realizzate nel rispetto dei limiti del trattato navale di Washington, benché la Spagna non fosse tra i suoi firmatari. Le unità riprendevano le forme e le linee essenziali degli incrociatori britannici della classe County, pur con alcune differenze: i tre fumaioli dei County furono ridotti a due (accorpati in un'unica struttura) in ragione di un riarrangiamento dei locali caldaie, le sovrastrutture erano diverse, più moderne e compatte, e la protezione verticale era incrementata grazie all'applicazione di controcarene anti-siluro (mentre quella orizzontale era sostanzialmente identica a quella delle unità britanniche); le dimensioni ed il dislocamento delle due classi erano simili, ma le unità spagnole erano capaci di una maggiore velocità (33 nodi contro 31).
L'armamento principale era identico, con otto cannoni da 203 mm in quattro torri binate, ma quello secondario era migliore sulle unità spagnole, potendo contare su otto pezzi da 119 mm installati su torri aperte che consentivano di impiegarli sia nel ruolo antinave che antiaereo; il resto dell'armamento era costituito da quattro impianti tripli di tubi lanciasiluri da 533 mm e da un numero variabile di pezzi antiaerei più piccoli: il Canarias ebbe quattro cannoni Bofors 40 mm (poi incrementati a 12) e quattro mitragliere da 20 mm, mentre il Baleares ebbe quattro dei più pesanti cannoni antiaerei da 100 mm oltre alle mitragliere. Il progetto originario prevedeva anche la presenza di due catapulte per idrovolanti da ricognizione, ma esse non furono mai installate. Nel complesso si trattava di unità veloci e bene armate, ma dotate di una protezione non molto elevata.

## Unità
Entrambe le unità furono realizzate nei cantieri della Sociedad Española de Construcción Naval, una sussidiaria della Vickers-Armstrongs britannica, di Ferrol; ordinate nel 1926, la costruzione iniziò nel 1928 ma procedette a rilento a causa dei problemi politici ed economici della Spagna.
| Nome     | Impostazione   | Varo           | Entrata in servizio | Destino finale                                                                                   |
| -------- | -------------- | -------------- | ------------------- | ------------------------------------------------------------------------------------------------ |
| Canarias | 15 agosto 1928 | 28 maggio 1931 | settembre 1936      | radiato il 17 dicembre 1975, demolito nel 1977                                                   |
| Baleares | 15 agosto 1928 | 20 aprile 1932 | 28 dicembre 1936    | affondato il 6 marzo 1938 da cacciatorpediniere repubblicani durante la battaglia di Capo Palos. |